# FK Maardu
El FK Maardu fue un equipo de fútbol de Estonia que alguna vez jugó en la Meistriliiga, la primera división de fútbol en el país.

## Historia
Fue fundado en el año 1991 en la ciudad de Maardu y era el equipo que representaba a Estonia dentro del fútbol local, por lo que era administrado por la Asociación de Fútbol de Estonia con el fin de que su equipo se preparara mejor para las competiciones de su categoría como la Eurocopa Sub-21.
El club fue uno de los equipos fundadores de la Meistriliiga en 1992, pero también se convirtió en el primer equipo que termina una temporada de la Meistriliiga sin puntos, ya que perdió sus seis partidos de la primera fase.
Posteriormente el club estuvo entre la segunda y tercera categoría del fútbol de Estonia hasta que en el año 1998 la franquicia es adquirida por el FC Levadia Tallin y se convierte en el principal patrocinador del club y oficialmente desaparece mientras jugaba en la Esiliiga con el nombre Olümp Maardu.

## Palmarés
- Esiliiga: 1

1998
- II liiga: 2

1994/95 (clausura), 1995/96 (apertura)

## Temporadas
| Temporada | Liga                  | Pos. | J  | G  | E | P  | GF | GC | VGD | Pts. |
| --------- | --------------------- | ---- | -- | -- | - | -- | -- | -- | --- | ---- |
| 1992      | Meistriliiga apertura | 7.º  | 6  | 0  | 0 | 6  | 3  | 38 | -35 | 0    |
| 1992      | (clausura)            | 6.º  | 5  | 0  | 0 | 5  | 4  | 20 | -16 | 0    |
| 1992/93   | Esiliiga              | 6.º  | 16 | 6  | 2 | 8  | 24 | 40 | -16 | 14   |
| 1993/94   | Esiliiga              | 10.º | 20 | 5  | 5 | 10 | 39 | 45 | -6  | 15   |
| 1994/95   | II liiga invierno     | 4.º  | 10 | 5  | 0 | 5  | 33 | 31 | +2  | 15   |
| 1994/95   | (II liiga verano)     | 1º   | 10 | 8  | 0 | 2  | 44 | 15 | +29 | 24   |
| 1995/96   | II liiga Invierno     | 1º   | 8  | 4  | 2 | 2  | 19 | 9  | +10 | 14   |
| 1995/96   | (verano)              | 3º   | 12 | 6  | 2 | 4  | 29 | 20 | +9  | 20   |
| 1996/97   | Esiliiga              | 7.º  | 14 | 3  | 4 | 7  | 23 | 40 | -17 | 13   |
| 1996/97   | (Campeonato)          | 2.º  | 14 | 9  | 1 | 4  | 26 | 14 | +12 | 28   |
| 1997/98   | Esiliiga              | 2.º  | 14 | 10 | 0 | 4  | 43 | 21 | +22 | 30   |
| 1997/98   | (Campeonato)          | 5.º  | 10 | 2  | 1 | 7  | 10 | 40 | -30 | 7    |
| 1998      | Esiliiga              | 1º   | 14 | 9  | 5 | 0  | 29 | 7  | +22 | 32   |